# Campiglossa nigrilonga
Campiglossa nigrilonga este o specie de muște din genul Campiglossa, familia Tephritidae. A fost descrisă pentru prima dată de Dirlbek și Dirlbekova în anul 1972.
Este endemică în Mongolia. Conform Catalogue of Life specia Campiglossa nigrilonga nu are subspecii cunoscute.